# 尾上ライナ
尾上 ライナ （おがみ らいな、1985年12月11日 -）は、日本のAV女優。ストリッパー。マークスジャパン所属。

## 略歴
- 2010年にAVデビュー。
- 2011年6月1日新宿ニューアートでストリップデビュー。

### アダルトビデオ
2010年
- VANILLA 18 小麦ちゃんのお尻（4月1日、プレステージ）
- GAL校生 ＃1（4月10日、プレステージ）
- 男をバカにして小便を飲ませる黒ギャル（6月5日、ジャパン）
- 黒ギャルの悪ノリ本気金蹴り（7月5日、フリーダム）
- 僕の妹はギャル!こいつが可愛い友達(もちろん超美形♥)を家に連れてくるもんだからつい手をだしたら、ヤレた!!VOL.3（12月7日、GARCON）
- 病院でボクのセンズリ見てもらいました!!（8月13日、メディアバンク）
- レズビアン集団痴漢バス（9月19日、クロス）
- 友達の姉貴はギャル そして僕は風呂で童貞喪失（10月1日、映天）
- 黒GALディープスロート（10月25日、アロマ企画）
- velvet silver 2（11月7日、デジタルアーク）